# 毛沢東選集

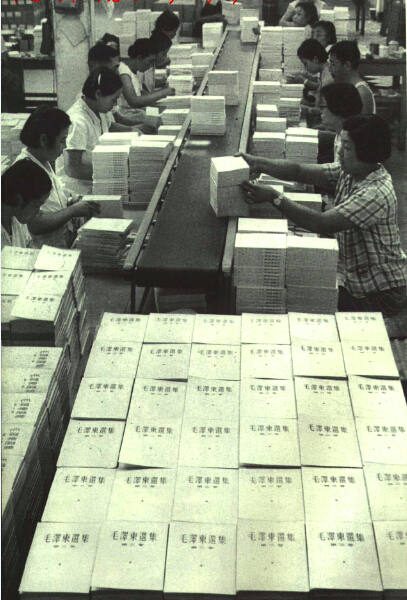
出版社にて、刷り上がった『毛沢東選集』を整理する作業員（1966年）

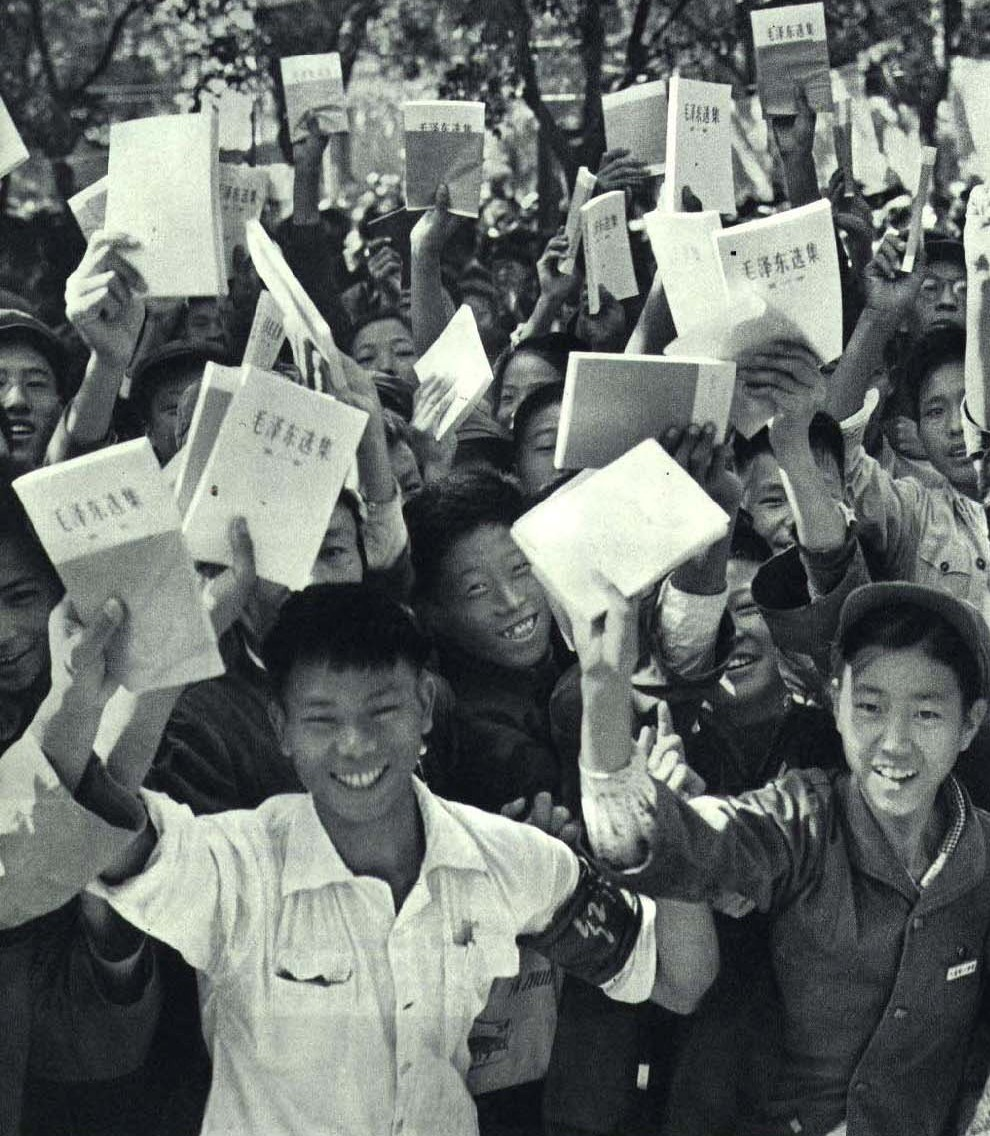
『毛沢東選集』を掲げる中国人民（1966年）

毛沢東選集（もうたくとうせんしゅう）は、1926年から1957年までの毛沢東の著作物を集めた全5巻の著作集である。1951年以降、順次人民出版社から出版された。毛選と略称される。
1949年から1957年までの著作物を含んだ第5巻は、華国鋒の指導の下で出版されたが、その後、「イデオロギー的に誤りがある」として出版・流通が停止された。
文化大革命の10年間（1966年 - 1976年）に、人民出版社は870種類の『毛沢東選集』（第1巻から第4巻まで）を出版し、総計3億2500万部の文庫本と255万部のハードカバーの中国語版を制作した。また、『毛沢東選集』は14の言語に翻訳されている
。

## 歴史
1945年の中国共産党第7回全国代表大会の後、毛沢東思想は中国共産党の指導思想の一部となった。国共内戦の間、共産党の支配下にあった各地域では、地域ごとに非公式な毛沢東著作集が出版されていた。その種類は21種類と推定されている。
1950年、毛沢東がソ連を訪問した際、ヨシフ・スターリンは毛沢東に著作集を出版することを提案した。1950年5月、中国共産党中央政治局は、劉少奇を委員長とする「毛沢東選集編纂委員会」の設立を正式に決定した。実際の編集作業は陳伯達が中心となって行われ、胡喬木と田家英が補佐した。編集された原稿は全て毛沢東自身が修正し、出版の許可を与えた。

## 内容
公式に出版されている全5巻の選集には、1926年から1949年までの毛沢東の重要な著作物のほとんどが収録されている。選集の各巻には、各巻に収録されている各著作の歴史的背景を参照するための詳細な注釈が付されている。
| 巻数  | 収録範囲                                                           | 刊行年月日     | 収録著作数 |
| ----- | ------------------------------------------------------------------ | -------------- | ---------- |
| 第1巻 | 1925年-1937年                                                      | 1951年10月12日 | 17         |
| 第2巻 | 抗日戦争の時期（上）                                               | 1952年4月10日  | 40         |
| 第3巻 | 抗日戦争の時期（下）                                               | 1953年4月10日  | 31         |
| 第4巻 | 抗日戦争終了後の1945年8月から中華人民共和国建国直前の1949年9月まで | 1960年9月30日  | 70         |
| 第5巻 | 1949年-1957年                                                      | 1977年3月      | 70         |

### 第1巻
第1巻は、1926年から1936年に抗日戦争（日中戦争）が勃発するまでの中国の国内革命戦争の時期の著作17編が収録されている。毛沢東の哲学的著作『実践論』『矛盾論』の2編も収められている。1951年10月12日に人民出版社から出版された。価格は15,000人民元で、20万部印刷された。

### 第2巻
第2巻は、抗日戦争の初期の1937年から1941年5月までに執筆した著作40編を収録している。1952年4月10日に人民出版社から正式に出版・配布され、価格は25,000元だった。

### 第3巻
第3巻は、抗日戦争末期の1941年から1945年8月9日までに発表された、日本帝国主義と中国国民党の両方に対する軍事戦略を論じた著作から抜粋した31編を収録している。1953年4月10日に人民出版社から正式に出版・配布され、価格は15,000元だった。

### 第4巻
第4巻は、1945年の日中戦争終戦から1949年の中華人民共和国建国直前までの間に毛沢東が執筆した全70編の著作を収録している。1960年9月30日に人民出版社から正式に出版・配布され、価格は1.4元だった。
第4巻の出版後、中国共産党中央委員会は毛沢東著作翻訳室を設置し、全4巻の『選集』を様々な外国語に翻訳して出版した。その後、この翻訳室は共産党中央委員会文献翻訳部へと発展した。
4巻分冊の版のほかに、全4巻を1冊にまとめた版もある。

### 第5巻
第5巻には、中華人民共和国が建国された1949年から1957年までの著作70編が収録されている。1977年4月15日に人民出版社から正式に出版・配布され、価格は1.25元であった。
第5巻の編集作業は1967年に始まり、当初の準備作業は、周恩来を名目上の責任者とする中央文化革命小組理論課が行ったが、すぐに中断された。1969年に康生の指導の下で再び作業が始まったが、毛沢東の承認を得られなかったため、再度中断された。毛沢東は、建国以降の著作や演説が、選集のそれ以前の巻に収録されたものに比べてまだ少ないと感じ、時期尚早であるとして第5巻の制作に反対していた。
毛沢東の死後、華国鋒は『毛沢東選集』第5巻の出版を継続することを決定した。四人組失脚後の1976年10月8日に作業が再開され、汪東興を名目上の責任者とし、実際に編集作業を担当したのは李鑫、呉冷西、胡縄、熊復だった。
第5巻の出版後、華国鋒は編纂委員会を維持して第6巻の出版に向けて準備を進めていたが、鄧小平が政権に就いたことで、中共中央委員会は毛沢東にたいする個人崇拝を主張しなくなった。1980年、毛沢東選集編纂委員会は中国共産党中央委員会文献研究室に改組され、それ以降、毛沢東選集の増補版は出版されていない。第5巻の内容が、1981年に採択された『建国以来の党の若干の歴史問題についての決議』や当時実施中だった改革開放政策と矛盾しているとして、1982年に第5巻は廃刊となり、流通が停止された。
中共中央委員会は、「『毛沢東選集』には一部の論文しか掲載されておらず、特に（第4巻までには）建国後の論文が掲載されていない」という欠点を補うために、1990年代に『毛沢東文集』、『毛沢東早期文稿』（内部発行）、『建国以来毛沢東文稿』（内部発行）を出版した。

### 第2版
中国共産党中央委員会の決定に基づき、文献研究室は、1991年の中国共産党創立70周年を機に、『毛沢東選集』第1巻から第4巻までを改訂した第2版を刊行した。第1版と比較して第2版では、個々の語句の訂正だけでなく、注釈が一新され、1930年に毛沢東が書いた『教条主義に反対する』という論文を追加し、付録に、毛沢東が書いたものではない、中国共産党第6期中央委第7回総会（1945年、第七回大会直前）で採択された『若干の歴史問題に関する決議』を再収録した（1953年の第1版出版時には収録されていたが、文革期に劉少奇を賞賛する部分があるとして削除）。『毛沢東選集』第2版の表紙の題字は鄧小平によるものである。

## 逸話
- 毛沢東選集の原稿には「孫悟空は牛魔王の腹に穴を開けた」と書かれていたが、毛沢東選集の英訳委員長に就任した銭鍾書は「孫悟空は牛魔王の腹に穴を開けたことはない」と主張していた。毛沢東選集の英訳を担当した胡喬木は、中国国内の『西遊記』のさまざまな版を調査し、最終的に銭の主張が正しいと結論づけた[14]。
- 文革が終了し大学入試を再開した後の第1期77万人分の入試に必要な紙が不足したため、1977年10月に中国共産党中央委員会は、『毛沢東選集』第5巻の印刷のために用意した紙を入試用にすることを決定した[15]。

## 非公式版
インド共産党毛沢東主義派がインドで第6巻から第9巻までを制作し、シカンダラーバードのクランティ出版とハイデラバードのSramikavarga Prachuranaluによって出版された。中国共産党は、『毛沢東選集』の他の巻を承認も推奨もしていない。